# Сан Северино (Салерно)
Сан Северино је насеље у Италији у округу Салерно, региону Кампанија.
Према процени из 2011. у насељу је живело 469 становника. Насеље се налази на надморској висини од 98 м.